# DM-ugen
DM-ugen er en sportsbegivenhed arrangeret af Danmarks Idrætsforbund, hvor atleter dyster om at blive danmarksmester indenfor en række forskellige discipliner. Begivenheden afholdes over en uge med en enkelt by som vært, hvilket skal give oplevelsen af et "mini-OL," 
Den første DM-uge blev afholdt i 2022 med Aalborg som værtsby. I 2023, hvor Aalborg også var værtsby, deltog 33 specialforbund i 40 forskellige idrætsgrene.
Herning afholder DM-ugen i 2024.